# Horia-Roman Patapievici
Horia-Roman Patapievici   (Bucarest, 18 de març de 1957) és un físic i assagista romanès que va exercir com a cap de l'Institut Cultural Romanès des del 2005 fins a l'agost del 2012. Entre el 2000 i el 2005, va ser membre del Consell Nacional per a l'Estudi dels Arxius de la Securitate, donant suport a una major obertura respecte als expedients de la Securitate.

## Biografia
Denis Patapievici, el seu pare, es va traslladar de Cernăuți (ara a Ucraïna) a la Polònia ocupada el 1940, després que la Unió Soviètica ocupés i s'emportés el nord de Bucovina a Romania. Horia Roman Patapievici va néixer a Bucarest i es va graduar a la Facultat de Física de la Universitat de Bucarest el 1981, on es va especialitzar en l'estudi dels làsers. Entre 1986 i 1994, va treballar com a investigador científic a l'Institut de l'Acadèmia, període durant el qual també va treballar com a ajudant universitari a la Universitat Politècnica de Bucarest entre 1990 i 1994.
Aleshores, Patapievici va exercir com a director del Centre d'Estudis Alemanys de la Universitat de Bucarest des de 1994 fins a 1996, després del qual va exercir fins a l'any 2000 com a director de programa del Grup per al Diàleg Social (GDS). També és membre de la Unió d'Escriptors de Romania, un dels fundadors del Grup de Recerca per a Essencials en la Modernitat Europea i membre honorari de l'Institut Ludwig von Mises.
El seu debut com a assagista va ser l'any 1992, a la revista Contrapunct, i des d'aleshores va tenir diverses col·laboracions a la Revista 22, LA&I, Dilema (ara Dilema Veche), Orizont, Vatra, Secolul 20, ID. Va escriure editorials a 22 (1993–2003), LA&I (2003–2004), Dilema Veche (2004–2005), ID (des de 2005) i Evenimentul Zilei (des de 2006).
Patapievici també va ser productor de televisió de dos programes per a TVR Cultural: "Idei în libertate" (2002) i "Înapoi la argument" (2005).
Des de 2004, Patapievici és director d'una revista cultural, Idei în dialog (Idees en diàleg), publicada per l'Academia Caţavencu Trust.
Patapievici es va casar el 1981 i té un fill, nascut el 1989.

## Carrera en càrrecs públics

### Consell Nacional per a l'Estudi dels Arxius de la Seguretat
El desembre de 1999, Patapievici va ser nomenat pel Partit Nacional Camperol per ser membre del Consell Nacional per a l'Estudi dels Arxius de la Securitate, institució que té com a finalitat estudiar els expedients de la Securitate, el servei secret de la Romania de l'època comunista.
Patapievici va ser rebutjat inicialment per la comissió parlamentària per un vot de vuit a sis. Si bé Patapievici va complir els criteris legals per al càrrec, la seva candidatura va comptar amb l'oposició de representants de la resta de partits polítics. El senador del Partit Demòcrata Casimir Ionesco, les accions posteriors a la revolució del qual havien estat criticades anteriorment en un dels llibres de Patapievici, va tenir un paper destacat en l'oposició a la candidatura de Patapievici, al·legant que la seva sol·licitud comportaria una actitud desafiant i revanquista al comitè.
Arran de la demanda del Partit Nacional Camperol, el tema de la candidatura de Patapievici es va reobrir a finals de gener de 2000, la comissió parlamentària va aprovar la seva candidatura, malgrat la dissidència del representant del Partit de la Gran Romania, Dumitru Bălăeţ, que va acusar Patapievici de falta de patriotisme basat en alguns dels seus escrits anteriors al seu llibre "Política".
El consistori va trobar algunes dificultats per obtenir alguns documents de l'arxiu de l'SRI i per això, Patapievici, juntament amb Mircea Dinescu i Andrei Pleşu, van començar a boicotejar el consell l'octubre de 2001, mentre reclamaven l'accés total als arxius de l'SRI.
L'activitat del consell, que investigava els antics col·laboradors de la Securitate, va aixecar les crítiques de l'extrema dreta Partit de la Gran Romania. Daniela Buruiană va afirmar que Patapievici, Dinescu i Pleşu ajuden els serveis secrets estrangers que volen desacreditar les institucions de l'estat romanès, que els va impulsar a anunciar que la demandaran.
El setembre de 2002, el consistori va decidir publicar una llista dels antics agents de Seguretat implicats en la policia política. L'agència d'intel·ligència romanesa, SRI, es va oposar inicialment a això, però, després d'una reunió entre el consell i l'SRI, van arribar a un acord. No obstant això, Patapievici va argumentar que el consistori està bloquejat per motius polítics.
El mes següent, Patapievici, juntament amb Pleșu i Dinescu, van intentar canviar el cap del consell, Gheorghe Onişoru, que, segons van argumentar, va fer costat a l'SRI per intentar obrir més fitxers de Securitate, però no van aconseguir reunir els sis necessaris. vots entre els onze membres del consell.
L'activitat del consell va continuar lentament, publicant la primera llista de 33 agents de Securitate l'octubre de 2003. Hi va haver alguns intents d'expulsar el trio Patapievici, Pleșu i Dinescu, especialment del Partit dels Socialdemòcrates i la Gran Romania, però finalment van cedir a la pressió pública i els van cancel·lar.
Abans de les eleccions presidencials romaneses de 2004, el consell va decidir que Corneliu Vadim Tudor no era un informador de la Securitat, amb un punt de vista dissident minoritari (Patapievici, Pleșu, Dinescu i Secasiu). Pleşu i Dinescu van dimitir en protesta i Patapievici va anunciar que faria el mateix després de les eleccions.

### Institut Cultural Romanès
El gener de 2005, Traian Băsescu, el recentment elegit president de Romania, va nomenar Patapievici com a nou cap de l'Institut Cultural Romanès (ICR), en substitució d'un govern de 15 anys d'Augustin Buzura. Si bé per estatut aquest càrrec és nomenat directament pel president romanès, que és president honorari de l'ICR, alguns opositors polítics van criticar el mètode de nomenament, argumentant que el procés es realitza sense concurs ni debat.
Patapievici va iniciar una reforma dins de l'Institut amb una nova visió sota la qual l'Institut se centraria a facilitar els intercanvis culturals i la mediació cultural més que a produir cultura. Com a part dels seus esforços de reforma, l'Institut va decidir suspendre set de les nou revistes publicades anteriorment sota el predecessor de Patapievici per la raó que les revistes finançades pels contribuents eren financerament insostenibles davant l'augment de les pèrdues mensuals, la disminució de la circulació i l'augment dels costos de publicació.
El juny de 2012, el nou govern elegit del primer ministre Victor Ponta, membre del Partit Socialdemòcrata (PSD) i el seu líder des de 2010, va passar a transferir el control de l'ICR i els seus recursos de l'Oficina del President romanès a la del Romanès. Senat.
L'1 d'agost de 2012, Patapievici, els dos vicepresidents de l'ICR i l'equip directiu de l'ICR van dimitir per protestar contra la transferència de poder, les retallades pressupostàries anunciades i el que consideraven la politització de la cultura romanesa.

## Opinions i crítiques polítiques
Patapievici és partidari de les polítiques econòmiques llibertàries, argumentant que és "la cura més eficient contra la mandra del pensament". L'any 2006, durant un debat sobre l'exhibició d'icones cristianes ortodoxes a les aules, va defensar aquesta exhibició, titllant les persones que s'hi oposaven com a " fanàtics dels drets humans ".
Patapievici també ha rebut ocasionalment crítiques per part dels detractors polítics i dels opositors al president Băsescu, amb qui fa temps que manté una bona relació. Un exemple d'això va ser el 2007 quan Patapievici va defensar Băsescu quan el parlament havia iniciat un procediment d'impeachment contra el president. Patavievici va culpar els desacords entre presidents i primers ministres a la Constitució romanesa. Els crítics de Băsescu van titllar Patapievici i dos partidaris més de l'època, Gabriel Liiceanu i Vladimir Tismăneanu, com "intel·lectuals de Băsescu", una etiqueta que els tres van descartar.
Patapievici va tornar a ser criticat per alguns quan va defensar públicament una suposada acció de Băsescu durant la campanya presidencial romanesa de 2009. El dia de les eleccions, el diari català La Vanguardia va publicar una entrevista en què se li va preguntar a Patapievici sobre un enregistrament de vídeo que s'havia emès repetidament en mitjans romanesos i que suposadament representava Băsescu colpejant un nen de 10 anys. Patapievici va dir que pensava que Băsescu només va empènyer el nen, i que l'error de Băsescu va ser que no ho va negar immediatament. Aleshores, Patapievici va comparar l'incident amb l'escàndol Lewinsky i, per il·lustrar la seva opinió que Băsescu era un bon home, va afegir que havia sentit que el president Traian Băsescu s'havia negat a utilitzar una cinta que es va oferir a la seva campanya que suposadament representava l'oponent polític Mircea Geoană rebent favors sexuals.
Tot i que l'entrevistador va aclarir més tard que Patapievici no va fer cap afirmació real sobre l'existència de la cinta reputada o la seva autenticitat, la descripció en castellà de l'entrevista amb Patapievici va ser coberta a la premsa romanesa i va tenir una forta reacció de Mircea. Geoană, que ho va qualificar de "mentida sinistra".
Tant el portaveu de Traian Băsescu, Sever Voinescu, com Valeriu Turcan, el portaveu de la presidència romanesa, van negar que ni Băsescu ni l'equip de campanya mateix Patapievici va negar haver fet l'acusació i va afirmar que les seves paraules van ser intencionadament mal caracteritzades i extretes de context pels seus acusadors, i va aclarir en un comunicat que "només va esmentar la cinta per emfatitzar la diferència d'actitud entre Băsescu i els seus oponents". Per donar suport a la seva negativa, va citar un correu electrònic enviat en anglès per l'entrevistador, Félix Flores: "El Sr. Patapievici no va esmentar [sic] l'existència de cap cinta sobre el Sr. Geoana: només va dir que el Sr. Basescu li va oferir tal cosa i ell la va rebutjar. No parlava de vídeos -veritables, falsos o que potser no existeixen- ni contra ningú sinó de l'actitud moral del senyor Basescu."

## Obres
- Cerul vazut prin lentilă (El cel vist a través de la lent), 1995
- Zbor în bătaia săgeții (Vol a l'abast de la fletxa), 1995
- Polititzi (Política), 1996
- Omul recent (l'home recent), 2001
- Spărtura din cer (La bretxa en el cel), audiollibre, 2003
- Schimbarea subiectului – o reverie (El canvi de tema – un somni), audiollibre, 2004
- Ochii Beatricei (Els ulls de Beatrice), 2004
- Discernământul modernizării (Discerniment de la modernització), 2004

Altres:
- David Bohm, Plenitudinea lumii și ordinea ei (la Plenitud del món i l'ordre implicat), traducció, en col·laboració, 1995.

## Premis
- Premi d'assaig de l'Editorial Nemira, 1993
- Premi de debut de l'Associació d'Escriptors Professionals, 1995
- Premi de Periodisme de la Revista Cultural "Cuvintul", 1995
- Premi Home de l'Any de la Revista Cultural "Cuvintul", 1995
- Premi "Alexandra Indries" de "Societatea Timișoara", 1995
- National Board for Audio-Visual Prize, millor producció cultural de televisió, 2003
- Premi APTR (Associació Romanesa de Professionals de la Televisió).